# Michel Goyette
 (juin 2025).
Si vous disposez d'ouvrages ou d'articles de référence ou si vous connaissez des sites web de qualité traitant du thème abordé ici, merci de compléter l'article en donnant les références utiles à sa vérifiabilité et en les liant à la section « Notes et références ».
Pour les articles homonymes, voir Goyette.
Michel Goyette né le 20 janvier 1973 à Montréal, est un acteur québécois.

## Biographie
Michel Goyette est née le 20 janvier 1973 à Montréal. Il fait ses études primaires à l'école St-François Solano, où il est découvert en 1983 par un producteur qui fait la tournée des écoles. Son tout premier rôle est dans le court métrage Les Enfants mal aimés. Un autre collègue de sa classe, Simon Langlois, y participe aussiaussi. Il se fait très discret dans les années 2000, où il joue dans quelques pièces de théâtre d'été. Il met officiellement un terme à sa carrière de comédien à la fin de 2010 pour se consacrer entièrement à l'entreprise familiale. Il travaille avec son père qui possède une compagnie de démolition.

## Filmographie
- 1985 : L'Or du temps (série télévisée)
- 1986 : Lance et compte ("Cogne et gagne") (série télévisée) : Francis Gagnon
- 1988 : Robin et Stella (série télévisée) : Barbeau
- 1990 : Les Filles de Caleb (série télévisée) : Lazare Pronovost
- 1992-2005 : Watatatow (série télévisée) : Vincent Gauthier
- 1994 : Les Grands Procès : Jean Tison
- 1996 : Innocence (feuilleton TV)
- 1997 : Diva ("Diva") (série télévisée) : Félix Simon
- 1999 : Le Dernier Souffle : Martin Vaillancourt
- 1999 : Les Orphelins de Duplessis (feuilleton TV) : Gabriel
- 1999 : Le dernier souffle (Dead End) (film) :